# Lakan

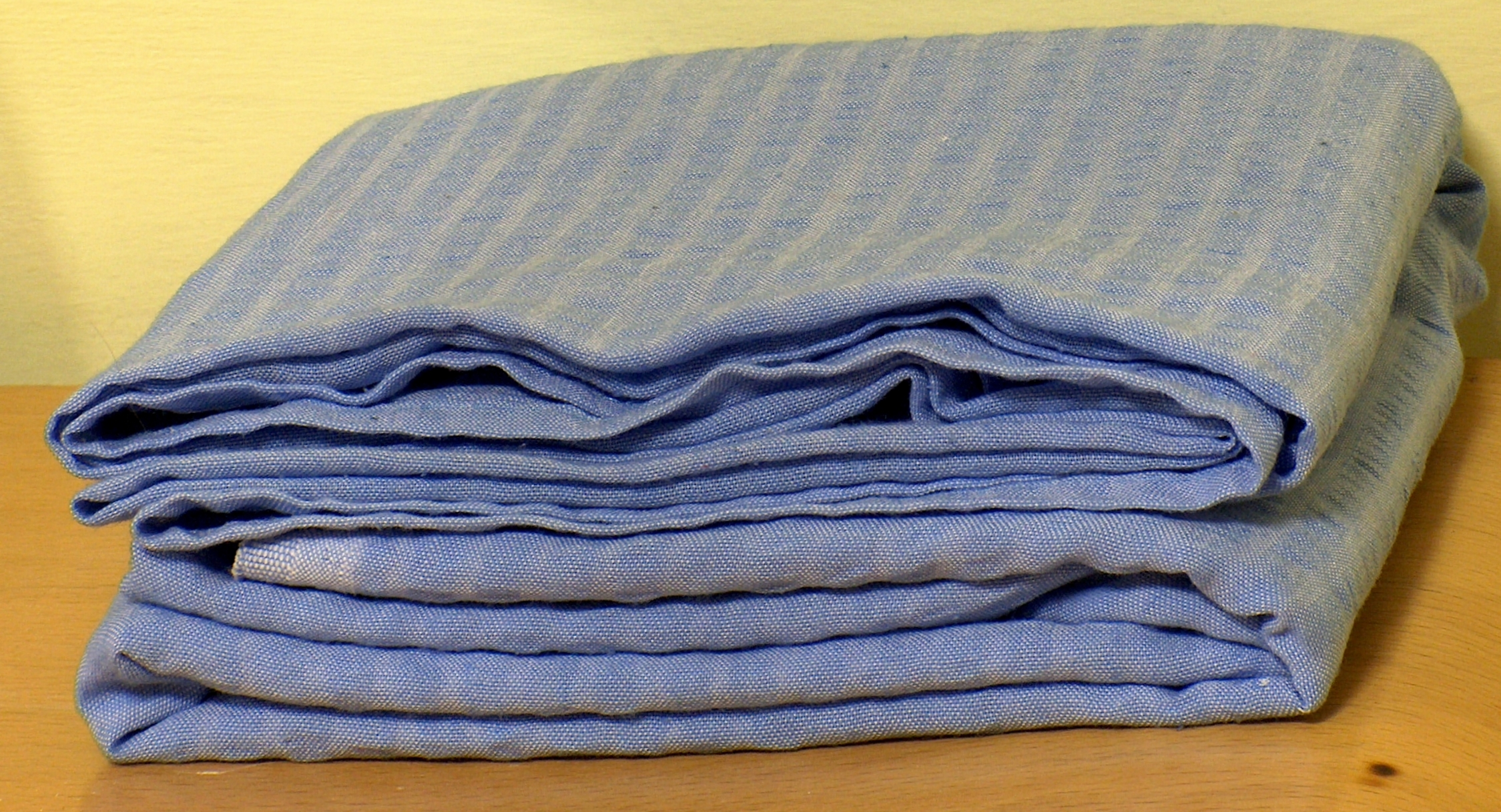
Ihopvikta blå lakan.

Lakan med spetsar och broderi från Skoklosters slott.

Lakan är en typ av tunna, rektangulära sängkläder som ofta består av textila material, som lakansväv. Ett underlakan, som oftast enbart benämns lakan, placeras om, eller på, en madrass. Ett överlakan läggs under täcket, men har i stor utsträckning ersatts av påslakan, som är ett tvåskiktat lakan, likt en påse där ett täcke placeras.
Lakan är ofta tillverkade i tyg av linne, bomull eller bomullsblandning. De är vanligen vävda i tuskaft men kan även vara vävda i satinbindning.  De finns även i engångsvarianter i papper för exempelvis resebruk. Lakan av plast (galon) kan användas av inkontinenta personer, liksom i vissa institutionella miljöer. Det förekommer även lakan i gummi.[källa behövs]
Ett vanligt förekommande mått på kvalitén i lakanstyg är dess trådtäthet. Med trådtäthet menas antalet trådar som vävts in i tyget, mätt per kvadrattum. En trådtäthet på 100 innebär alltså att det totalt är 100 trådar som korsar varandra i väven, på varje yta om ca 1 x 1 tum. Högre trådtäthet innebär att fler trådar samsas om samma yta, vilket innebär att väven antingen blir tätare eller att väven består av fler trådar med finare fibrer.

## Historik
Lakan började förnämt folk använda under medeltiden. Hos svensk allmoge blev sänglinne en statussymbol först i de typiska linbygderna, exempelvis Hälsingland, men långt in på 1800-talet var ett underlägg av trasväv regel. Överlakan förekom mest i paradbäddade skrytsängar.
Förr var det brukligt att lakan manglades för att hållas släta efter tvätt, men det är inte lika vanligt längre. För överlakanen förekom det tidigare att de hade spetsar och var dekorerade med monogram. Även underlakanen försågs med monogram, även om inte så genomarbetade som överlakanets, och möjligen en enklare spets. 1949 infördes standardmått för lakan[källa behövs].